# 波希米亞鎮區 (內布拉斯加州桑德斯縣)
波希米亞鎮區（英語：Bohemia Township）是位於美國內布拉斯加州桑德斯縣的一個行政鎮區。

## 地方資料
波希米亞鎮區的面積為72.18平方千米，當中陸地面積為71.96平方千米，而水域面積為0.22平方千米。根據2020年美國人口普查的數據，當地共有人口147人，而人口密度為每平方千米2.04人。